# Moja miłość (film 2016)
Moja miłość (org. I'm Not Ashamed) – amerykański dramat filmowy w reżyserii Briana Baugha, na podstawie pamiętników Rachel Scott, pierwszej ofiary masakry w Columbine High School z 20 kwietnia 1999 roku. Rachel jest główną bohaterką, a historie sprawców masakry Erica Harrisa i Dylana Klebolda przeplatają się z jej losami.

## Obsada
- Masey McLain – Rachel Scott
- Jennifer O’Neill – Linda
- Ben Davies – Nathan Ballard
- Sadie Robertson – przyjaciółka Rachel
- David Errigo Jr. – Eric Harris
- Mark Daugherty jako Kevin
- Cory Chapman – Dylan Klebold
- Taylor Kalupa – Gabby
- Nola Fulk – młoda Rachel
- Derick Von Tagen – Craig Scott
- Isaac Lovoy – Mike Scott